# Dyscia vernalis
Dyscia vernalis är en fjärilsart som beskrevs av Warnecke 1941. Dyscia vernalis ingår i släktet Dyscia och familjen mätare. Inga underarter finns listade i Catalogue of Life.